# Thalasseus elegans
El charrán elegante (Thalasseus elegans), también denominado gaviotín o pagaza elegante, es una especie de ave charadriiforme de la familia Sternidae.

## Descripción
El charrán elegante mide unos 41 cm. Tiene las partes inferiores del cuerpo y la parte inferior de las alas de color blanco con las puntas de color oscuro y la parte superior de color gris pálido. Tiene el pico más largo que la cabeza y con la punta orientada hacia abajo, de color amarillo anaranjado aclarándose hacia la punta. Es de ojos negros y patas negras. Su obispillo es blanco como su cola, que es muy ahorquillada.
En la época de reproducción los adultos presentan un capirote negro crestado hacia atrás que va desde el pico hasta la nuca. En invierno la frente y la parte anterior del píleo se vuelven blancos, quedando de color negro la zona alrededor del ojo y la parte posterior de la cabeza.

## Distribución y hábitat
Se reproduce en colonias numerosas en playas arenosas de las costas desde México hasta California para después migrar a las costas de Ecuador, Perú y Chile a pasar el verano, regresando a Norteamérica en marzo. En la isla Rasa, del golfo de California, tiene su principal sitio de anidación. Se alimenta de peces que captura al vuelo en el mar.